# Torodo
Torodo est une commune rurale située dans le département de Zorgho de la province du Ganzourgou dans la région Plateau-Central au Burkina Faso.

## Géographie
Torodo est situé à environ 12 km à l'est du centre de Zorgho, le chef-lieu du département et de la province, et à 4 km à l'ouest de Sapaga. La localité est traversée par la route nationale 4 reliant Ouagadougou à la frontière nigérienne.

## Économie
Torodo est situé sur la RN 4 à mi-chemin entre Zorgho et Koupéla, profitant de ce fait des échanges entre ces centres commerciaux régionaux.

## Santé et éducation
Le centre de soins le plus proche de Torodo est le centre de santé et de promotion sociale (CSPS) de Tuiré tandis que le centre médical avec antenne chirurgicale (CMA) se trouve à Zorgho.